# Ritschi
Andreas «Ritschi» Ritschard (* 7. März 1979) ist ein Schweizer Mundart-Popsänger aus Interlaken und ehemaliger Sänger der Band Plüsch.

## Leben und Wirken
Ritschard absolvierte von 1997 bis 2001 eine Lehre als Schreiner. Parallel dazu gründete er mit vier weiteren Musikern 1997 die Mundartpopband Plüsch (damals noch V.I.P.). Er war Sänger und Texter der Band. 2005 unternahm er erstmals Projekte ohne Plüsch und sang gemeinsam mit der Sängerin Sina für ihr Album All:Tag den Song Du seisch.
Nach dem dritten Bandalbum 2006 beschlossen zwei Bandmitglieder eine Auszeit zu nehmen, um sich auf ihre berufliche Weiterentwicklung zu konzentrieren. Diese Bandpause nutzte Ritschi zur Verwirklichung von Soloprojekten. Neben Songaufnahmen mit Bligg, Adrian Stern und dem Swiss Jazz Orchestra schrieb er auch Texte für einen Filmsoundtrack und mit Stern zusammen Musik für ein Kindermusical.
2009 erschien sein Soloalbum Probier mi doch mal us, das bei Veröffentlichung nur knapp Platz 1 der Schweizer Hitparade verpasste und Gold-Status erreichte. Auch die Single Schisstäg erreichte Platz 14 und er konnte damit an den Erfolg der Band Plüsch anknüpfen.
Im Juni 2009 nahm er zusammen mit anderen bekannten Schweizer Musiker die Benefizsingle Stahn uf auf. Anlass dafür war der Konzessionsentzug für den Radiosender Energy Zürich, der Erlös war aber für die Förderung Schweizer Nachwuchskünstler vorgesehen. Die Single stieg auf Platz 1 der Hitparade ein.
Sein zweites Soloalbum Öpfelboum u Palme erschien nach fünf Jahren. Im März 2014 stieg es auf Platz 1 der Schweizer Albumcharts ein.
2020 nahm er an der ersten Staffel Sing meinen Song – Das Schweizer Tauschkonzert teil.
Bei der 2. Staffel von The Masked Singer Switzerland wurde er 2021 als Mammut demaskiert und belegte den ersten Platz.

## Diskografie
Alben
- Probier mi doch mal us (2009)
- Öpfelboum u Palme (2014)
- Ritschi (2017)
- Patina (2019)
- Irgendöppis isch immer (2023)

Singles
- Schisstäg (2009)
- Stahn uf (mit Baschi, Bligg, Seven & Stress; 2009)
- Bim erschte Schritt (2013)
- Uf der Flucht (2014)
- Velo (2021)
- Iszyt (2021)

weitere Songs
- Du seisch / mit Sina (2005)
- Sit ich nümme kiff / mit Bligg (2007)
- Die woni hübsch find / mit Adrian Stern (2008)